# شوویچ
شوویچ (به آلمانی: Schwoich) یک منطقهٔ مسکونی در اتریش است که در ناحیه کوفستاین واقع شده‌است. شوویچ ۱۸٫۷۷ کیلومتر مربع مساحت دارد ۵۸۳ متر بالاتر از سطح دریا واقع شده‌است.